# Jes' Call Me Jim
Jes' Call Me Jim er en amerikansk stumfilm fra 1920 af Clarence G. Badger.

## Medvirkende
- Will Rogers som Jim Fenton
- Irene Rich som Miss Butterworth
- Lionel Belmore som Belcher
- Raymond Hatton som Paul Benedict
- Jimmy Rogers som Harry Benedict
- Bert Sprotte som Buffum
- Nick Cogley som Mike Conlin
- Sidney De Gray som Sam Yates